# 横澤放川
横澤 放川（よこざわ ほうせん、1947年７月１８日 - ）は、静岡県生まれ、川口市在住の俳人。1975年、「萬緑」に入会、中村草田男に師事。1986年、萬緑新人賞、1992年、萬緑賞受賞。同年より「萬緑」編集に携わる。2003年より「件」参加。2009年からの同人欄選者を経て、2011年より「萬緑」選者。句集に『展掌』。日本経済新聞俳壇選者。